# Colisée Isabelle-Brasseur
Le colisée Isabelle Brasseur est une patinoire située à Saint-Jean-sur-Richelieu et inaugurée en 1980, qui a été la résidence de plusieurs équipes de la ligue de hockey junior majeur du Québec (LHJMQ). L'équipement sportif tire son nom de la patineuse artistique originaire de la ville.

## Histoire
Bien que désuet aujourd'hui selon les normes de la LHJMQ, le colisée a accueilli l'équipe des Castors de Saint-Jean (transférée de Sherbrooke), devenue quelque temps plus tard les Lynx de Saint-Jean.